# Антон Хајлер
Антон Хајлер (Беч, 15. септембар 1923 — Беч, 25. март 1979) био је аустријски оргуљаш, чембалист, композитор и диригент.

## Биографија
Рођен у Бечу, прво га је обучавао у црквеној музици Вилхелм Мук, оргуљаш бечког Штефансдома (катедрале Светог Стефана). Затим је комбиновао рад као кореограф и хоровођа у Бечкој Фолксопери са даљим студирањем на Бечкој музичкој академији код Бруна Зајдлхофера (клавир, оргуље, чембало) и Фридриха Рајдингера (теорија музике и композиција), све то док је служио у војсци, углавном као лекарски помоћник. Године 1945. завршио је Академију и био тамо постављен за наставника оргуља. У звање професора унапређен је 1957. године.
Хајлерова каријера после Другог светског рата је непрекидна листа концерата, предавања, плоча, учествовања у жиријима на такмичењима и церемонијама. Године 1952. победио је на Међународном такмичењу оргуља у Харлему, у Холандији, и био на турнеји по Европи и Сједињеним Државама, где су његови оргуљашки рецитали на Универзитету Харвард били посебно добро примљени. Неколико година пре тога, издао је сет снимака многих Бахових већих оргуљашких дела у Шведској. Његова две плоче за Хајдново Друштво раних 1950-их: Симфоније 26 ("Ламентација") и 36, као и Симфоније 52 и 56 Јозефа Хајдна, одликују се искреном концизношћу и директношћу, без непотребних промена ритма и темпа.
Више аустријских влада доделиле су Хајлеру све уметничке награде које су могле, укључујући Бечку награду за културу (1963), Бечки крст части за уметност и науку (1968) и Велику аустријску државну награду (1969). Понуђено му је дириговање у Бечкој државној опери, али је Хајлер то одбио да би се посветио свирању клавијатура.
Хајлер је снимио већину свог  репертоара, који се кретао од Ђованија Габријелија и Дитериха Букстехуда преко Баха до Макса Регера и Хајлеровог доброг пријатеља Пола Хиндемита. Романтична дела су га много мање интересовала од барокне и грађе 20. века. У свим радовима показао је застрашујућу технику, огромну ритмичку снагу и редак таленат за разјашњавање и одржавање замаха најсложенијих полифоних пасуса који су звучали као да их је изводио без напора.
Његове композиције биле су под утицајем Хиндемита и Френка Мартина. Хајлерове композиције су често биле додекафонична, и никада нису тако добро примљене од публике и критичара као његово свирање на инструментима. Ипак, компоновао је много музике за своје инструменте, укључујући концерт за оргуље (1963) и оно што би могло бити једини концерт икада написан за оргуље и чембало (1972).
Умро је неочекивано и прерано у Бечу у 55. години, срушивши се након гушења храном, од, како се сматрало, срчаног удара.
Његови значајни ученици су Моник Гендрон, Волфганг Кариус, Јан Клајнбусинк, Даглас Лоренс, Брет Лејтон, Питер Плањавски, Мајкл Радулеску, Дејвид Рамзи, Дејвид Сенгер, Сибил Урбанчић, Жан-Клод Зендер и Миријам Клап Данкан.

## Списак композиција
За детаљан списак наслова Хајлерових композиција (у оригиналлу на немачком језику) погледајте страницу посвећену њему на енглеском језику.